# فورفرانت رکوردز
فورفرانت رکوردز (انگلیسی: ForeFront Records) شرکت نشر موسیقی آمریکایی است، که در سال ۱۹۸۷ تأسیس شد.